# Бутузов, Станислав Юрьевич
Станислав Юрьевич Бутузов (род. 31 мая 1996) — российский хоккеист, нападающий. Мастер спорта России.

## Биография
Двоюродный брат хоккеиста Владимира Бутузова. Занимался в хоккейных школах клубов «Шахтёр» Прокопьевск, «Сибирь» Новосибирск (до 2011), СКА Санкт-Петербург (2011/12), «Газовик» Тюмень (2012/13), «Кристалл» Бердск (2013/14).
С 2014 года — в системе клуба КХЛ «Металлург» Новокузнецк, в сезонах 2014/15 — 2015/16 играл в команде МХЛ «Кузнецкие медведи». В сезоне-2015/16 дебютировал в КХЛ, проведя 11 матчей. В следующем сезоне сыграл 19 матчей в КХЛ и 28 — за фарм-клуб «Зауралье» Курган в ВХЛ.
9 июня 2017 года подписал двухлетний контракт с «Сибирью», но 12 сентября, не провядя ни одного матча, расторг контракт по соглашению сторон. Через два дня вернуля в «Металлург» и стал выступать за него в ВХЛ. В декабре 2018 года перешёл в казахстанский клуб ВХЛ «Сарыарка» Караганда. Следующий сезон начал вновь в «Металлурге». В феврале 2020 года перешёл в клуб чемпионата Казахстана «Алматы», в котором, отыграв и следующий сезон, завершил карьеру.
В 2021 году работал тренером и администратором в ДЮСШ хоккейного мастерства «Спартак-Алматы». По словам основателя школы Улана Осербаева Бутузов вывел из клуба около 25 миллионов тенге (5 миллионов рублей). В сентябре 2021 года было подано заявление в милицию, но уголовное дело не было возбуждено.
В сентябре 2022 года было объявлено в приходе Бутузова в качестве тренера в клуб «Молния» (Кемерово), но там он не работал. С мая 2024 год стал работать тренером в хоккейной секции клуба «Викинги» (Санкт-Петербург).
В феврале 2025 года появилась информация, что родители более десяти детей из Санкт-Петербурга подали заявления в полицию на Бутузова в связи с невозвратом долгов. По их словам, он также брал у них деньги на покупку хоккейной формы, но дети её не получали. Бутузов заявлял, что родители получали либо форму, либо — в случае отказа — обратно деньги. Собственные долги он, по его словам, продолжал возвращать.